# 阿莫斯雷克斯

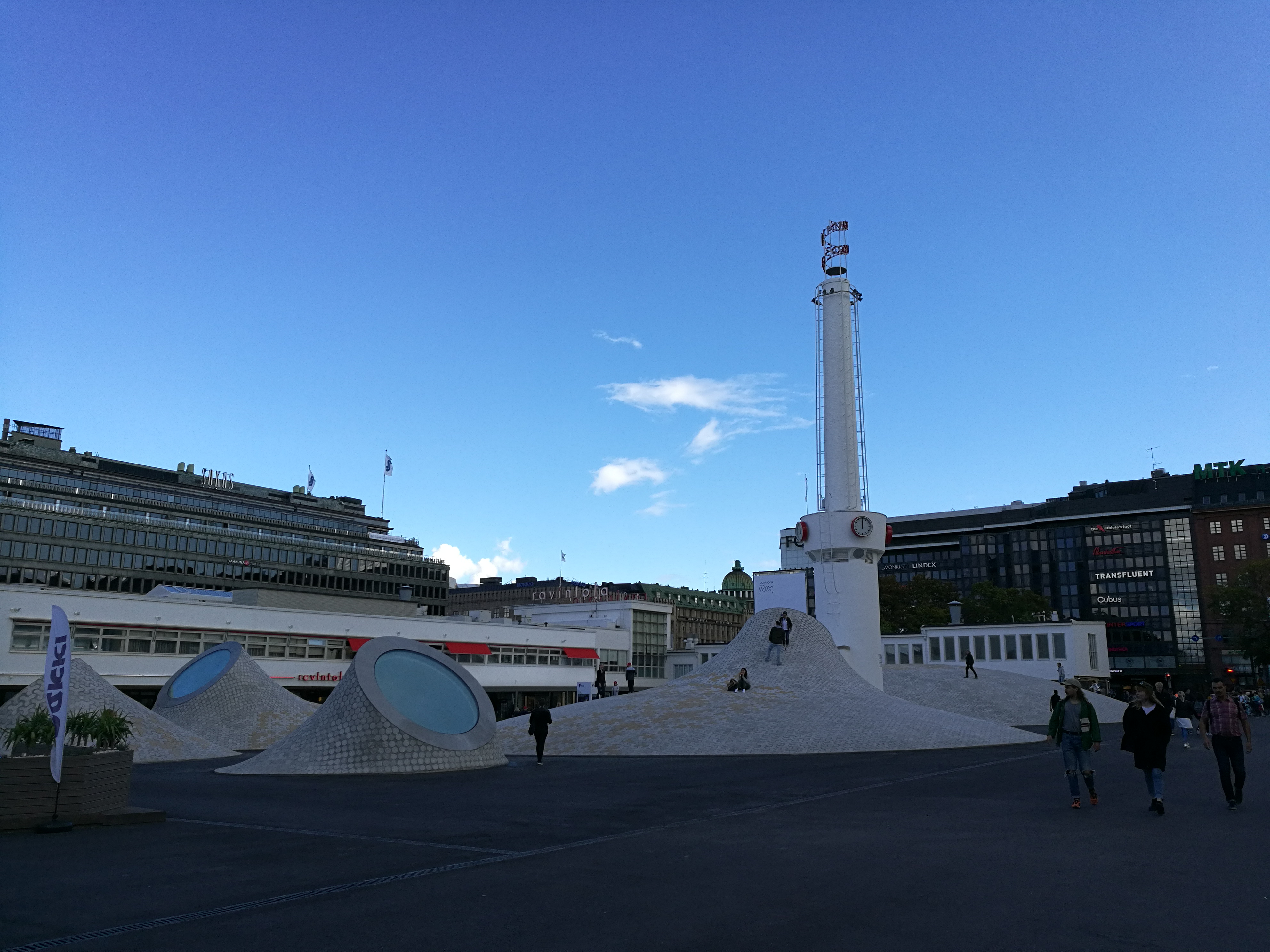
阿莫斯雷克斯位于玻璃宫及其广场的地下

阿莫斯雷克斯（芬蘭語：Amos Rex）是位于芬兰赫尔辛基的艺术博物馆，座落在市中心一幢名叫玻璃宫的建筑内及其地下。艺术博物馆在2018年8月30日正式开张。
阿莫斯雷克斯的前身阿莫斯·安德松艺术博物馆于1965至2017年间运作在附近不远的一幢建筑内。

## 阿莫斯雷克斯

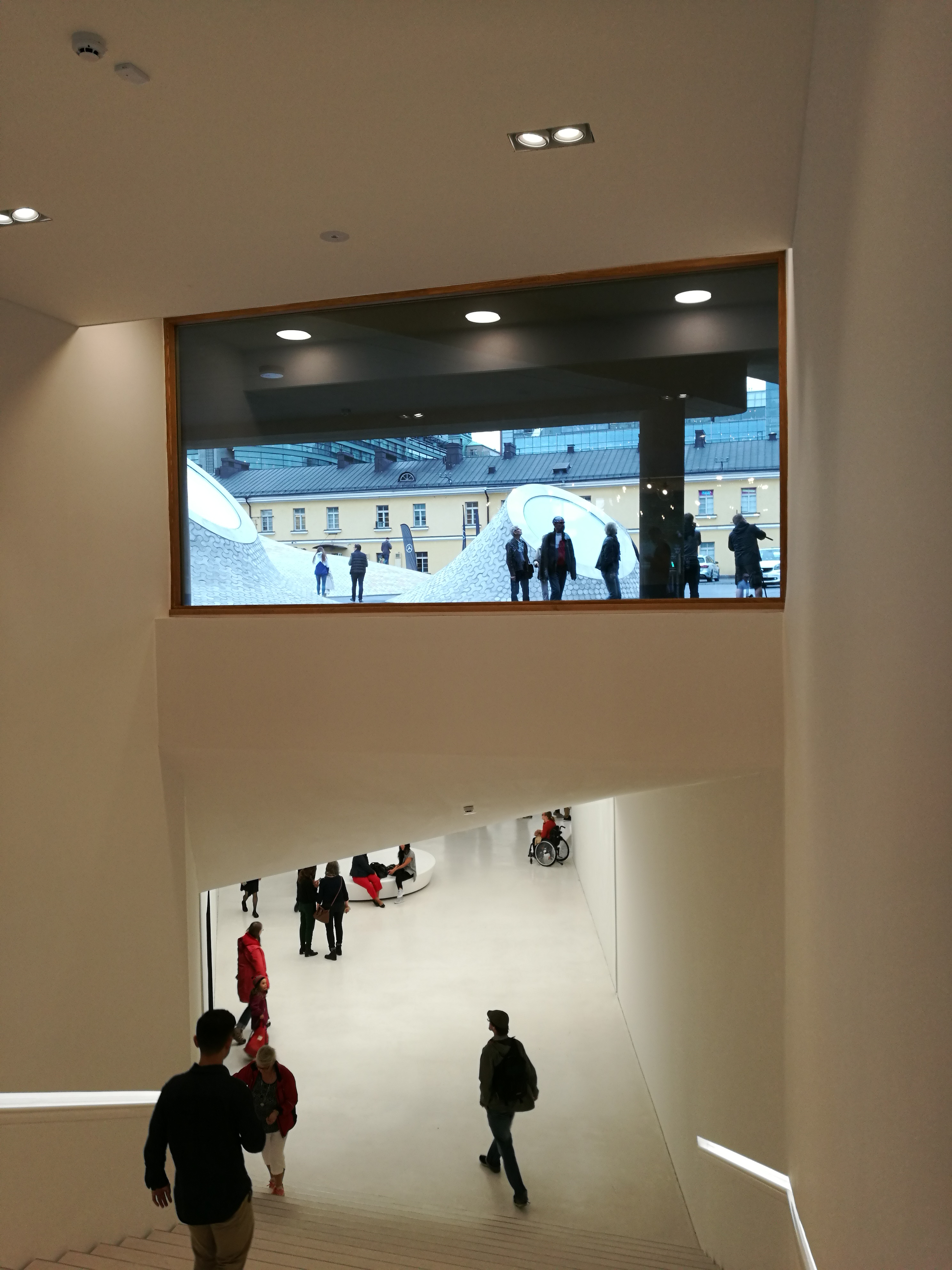
艺术博物馆内部

运作艺术博物馆的基金会在2013年9月宣布在赫尔辛基建造一家新的在国际上有影响力的艺术博物馆。基金会提议新的艺术博物馆就建在现有的玻璃宫建筑的一部分空间内，其展览空间主要建在该建筑后面广场的地下。建造艺术博物馆的初步预算为五千万欧元，该基金会提供建筑所需的全部费用。
基金会与赫尔辛基市政府就玻璃宫及其地皮的所有权进行了谈判，12月份时市政府批准了玻璃宫广场的地皮为艺术博物馆所用。艺术博物馆的设计及建造持续了三年。新的艺术博物馆计划每年吸引十万访客，但是在2018年8月30日至2019年1月6日为期四个多月的首场艺术展中就吸引了26.8万访客，大大超过主办方的预期。

## 阿莫斯·安德松艺术博物馆（1965-2017）

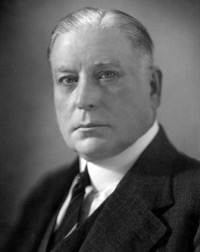
艺术博物馆的创始人阿莫斯·安德松

阿莫斯·安德松艺术博物馆是由阿莫斯·安德松本人在1965年建立的。安德松是芬兰瑞典语报纸《首都日报》的出版商，也是一位慷慨的艺术支持者。艺术博物馆由一家基金会来维持运作。
阿莫斯·安德松艺术博物馆运作在安德松本人住过的一幢住宅楼里。最初时艺术博物馆的展览空间是在住宅楼的第一层以及在高层的阿莫斯·安德松的故居里。后来艺术博物馆扩展至楼里的各个楼层。该建筑也成为该街区购物中心的一部分。

### 藏品及展览

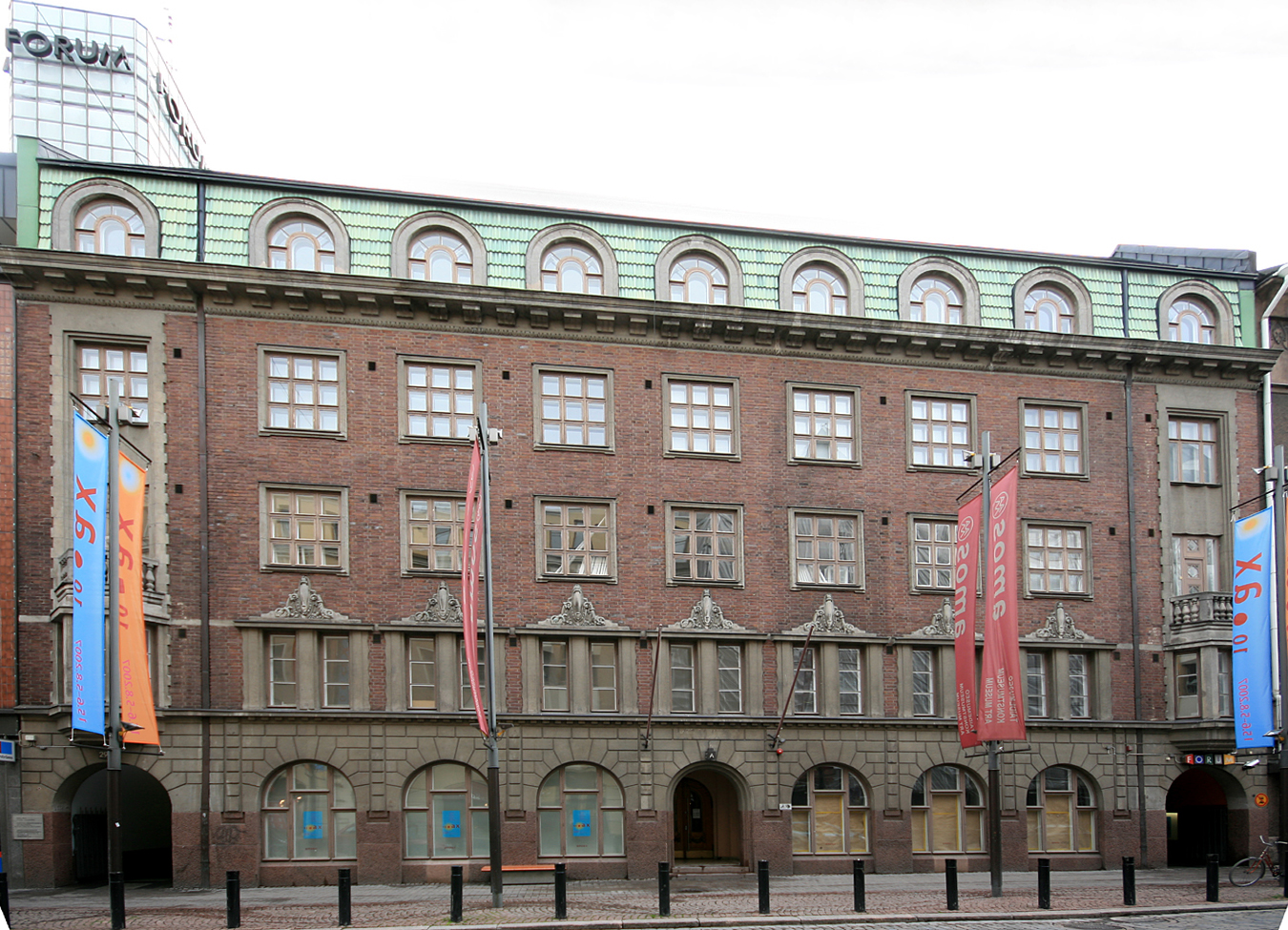
原阿莫斯·安德松艺术博物馆所在的大楼

阿莫斯·安德松艺术博物馆主要专注芬兰20及21世纪的艺术作品。年代最久的作品为阿莫斯·安德松的私人藏品。艺术博物馆定期更换展览。在购进藏品时艺术博物馆专注在新的及具有时代性的作品。
艺术博物馆的藏品包括6000件不同种类的艺术作品。